# Gerris
Gerris 是一个跨平台的计算流体力学软件, 并且是遵守GNU通用公共许可证的自由软件. 创建者是 Stéphane Popinet, 由 NIWA (National Institute of Water and Atmospheric research) 和 Institut Jean le Rond d'Alembert 进行维护.
"Gerris" 是拉丁文(以及法文)中水黽的意思.

## 历史
2001年, Stéphane Popinet 从零开始编写 Gerris. 第一个版本以 GNU通用公共许可证 于 2001 年 9 月发布. Gerris 是原创项目, 不是任何已有代码的改编版.

最近一个稳定版是 2009-07-21 发布的. Gerris 常以发布日期标注(特别是开发中的)版本, 虽然也有正规的版本号.
严格的说 Gerris 指的仅仅是一个命令行界面的非交互式程序. 该程序依据给定的模拟文件读入各种模拟要用到的参数和物件, 并依据模拟文件的指示输出数据(可以是指定位置的物理量也可以是图形).
但通常提到 Gerris 的时候专门配合使用的计算结果查看器 GfsView 也会算在内. Gerris 计算时会自动生成离散八叉树(octree)形式的网格数据结构, 而一般的可视化软件没法处理这种结构, 故作者自己开发了 GfsView 来实现这一功能.
虽说是跨平台软件, 但在Windows平台需要使用cygwin进行编译.

## 主要功能
- 可计算 2D 或 3D 不可压无粘/有粘流体.
- 可在计算上述流体的同时求解对流扩散问题.
- 支持固定边界和运动边界的计算.
- 支持自由边界以及表面张力的计算.
- 流体中放置的物件可由其他 CAD 软件(如 Blender [3]) 制作好后放入. 对于简单的几何体 Gerris 也提供了内置的模型供使用.
- 全自动打网格(方形(2D)/立方体(3D)网格), 并且支持自适应网格. 疏密程度以及自适应判据可由用户指定.(GfsAdapt)
- 可直接输出视频文件(需要 FFmpeg 的支持).
- 支持平行计算

## 计算精度
- 在计算无粘流体时由于计算格式的数值粘性, 结果与理论无粘流会有些差别. 网格剖分加细6次时, 等价的雷诺数大致是 104 ~ 106. 该粘性会随网格精细程度的提高而相应减小(雷诺数升高).[4]
- 时间和空间都有二阶精度 [5].

## 缺点
- 不支持可压流体的计算----适用范围较小.
- 仅支持立方形的网格.
- 全程序使用无量纲化的物理量, 单位转换不够方便[6].

## 示例文件
参见教程

文件 vorticity.gfs:
```
# 空间由两个单位立方体组成
1 2 GfsSimulation GfsBox GfsGEdge {} {
  # 模拟时间从 t=0 到 50
  GfsTime { end = 50 }
  # 网格剖分加细 6 次, 即是平面分成 2^6 * 2^6 个网格.
  GfsRefine 6
  # 流场的初态由随机数指定
  GfsInit {} {
    U = (0.5 - rand()/(double)RAND_MAX)
    V = (0.5 - rand()/(double)RAND_MAX)
  }  
  # 每计算10步在屏幕上输出一次时间, 以及计算误差相关的信息
  GfsOutputTime            { istep = 10  } stdout
  GfsOutputProjectionStats { istep = 10  } stdout
  # 每过 1 单位时间, 添加一帧涡量的 ppm 格式的图像到 vorticity.ppm
  GfsOutputPPM             { step = 1 } vorticity.ppm { v = Vorticity }
}
# 两个单位立方体的连接关系
GfsBox {}
1 1 right
1 1 top

```

开始计算
```
gerris2D vorticity.gfs

```

计算完后当前文件夹下将生成一个 .ppm 文件, 保存有各时刻的涡量大小(以颜色表示)的图像.
如在 Linux 下, 可以使用以下命令转化图像序列为视频(需要安装 ImageMagick)
```
convert vorticity.ppm vorticity.mpg

```

也可修改模拟文件使其直接输出 .mpg 文件.